# 三咲里奈
三咲 里奈（みさき りな）は、日本の女性声優。主にアダルトゲームを中心に声をあてている。

## 出演
太字はメインキャラクター。

### テレビアニメ
- 悶えてよ、アダムくん（2024年、椎名楓[1]）

### アダルトゲーム
2003年
- こすままにあ（日浦和歌）
- つばさのうた（ネージュ、ミカエル）

2004年
- そらをみあげて想うこと（牧野はづき）

2005年
- あまえんぼう 〜もぅ!イケないコね〜（妃乃沙智）
- 天神楽（滝峰七歌）
- Gift 〜ギフト〜（外薗綸花）
- ぎゃくたま2（春日しづる）
- きると（キリエ）
- 恋もも（西木絢歌）
- 女系家族 〜淫謀〜（有宮千里）
- 塵骸魔京（イグニス）
- はぴねす!（上条沙耶）
- プリンセスうぃっちぃず（メイヴィス・ウィンスレット）
- 松島枇杷子は改造人間である。（天野霞）
- 魔法少女Twin☆kle（堀江つばさ）
- まんきつ! 〜コミックカフェへようこそ!〜（木霊ヒカリ）
- 夜明け前より瑠璃色な（リースリット・ノエル、フィアッカ・マルグリット）

2006年
- はぴねす! りらっくす（上条沙耶）
- あると（妹尾美貴、加賀美京佳）
- いな☆こい! 〜お稲荷さまとモテモテのたたり〜（九条緋伊奈）
- ぶらばん! -The bonds of melody-（朝霧春奈）
- Gift にじいろストーリーズ（外薗綸花）
- 姫さま凛々しく!（みさら）
- PRINCESS WALTZ（深森静）
- マブラヴ オルタネイティヴ（風間祷子）
- D.C.II 〜ダ・カーポII〜（高坂まゆき、桜内義之の幼年期、朝倉由姫）

2007年
- 式神 〜桔梗の華に秘めたる想い〜（華原綾乃、水菜）
- いな☆こい! ファンディスク（九条 緋伊奈）
- 片恋いの月（榊渚）
  - 杏奈ちゃん☆にお願いっ!!（榊渚）
- カタハネ（デュア・カールステッド）
- 君が主で執事が俺で（久遠寺森羅）
- D.C.II Spring Celebration 〜ダ・カーポII〜 スプリング セレブレイション（高坂まゆき、桜内義之<幼年期>）
- MagusTale 〜世界樹と恋する魔法使い〜（セシル・アベセンティア）
- マブラヴ ALTERED FABLE（風間祷子）

2008年
- 恋する式 〜SHIKIGAMI 2008〜（華原綾乃、水菜）
  - EXTRA VA MIZUNA（水菜）
- タユタマ -Kiss on my Deity-（如月美冬）
- MagusTale Infinity（セシル＝アベセンティア）
- 片恋いの月えくすとら（榊渚）
- ef - the latter tale.（広野凪）
- こんぼく麻雀 〜こんな麻雀があったら僕はロン!〜（大貫椎）
- D.C.II P.C. 〜ダ・カーポII〜 プラスコミュニケーション（高坂まゆき）
- ほしうた（北条亜里砂）

2009年
- D.C.II Fall in Love 〜ダ・カーポII〜 フォーリンラブ（高坂まゆき）
- 真剣で私に恋しなさい!（クリスティアーネ・フリードリヒ）
- 夜明け前より瑠璃色な-Moonlight Cradle- （リースリット・ノエル、フィアッカ・マルグリット）
- タユタマ -It's happy days- （如月美冬）
- D.C.II To You 〜ダ・カーポII〜 トゥーユー（朝倉由姫、高坂まゆき）
- 輝光翼戦記 天空のユミナ（神楽那由他）

2010年
- 輝光翼戦記 天空のユミナFD -ForeverDreams-（神楽那由他）
- マブラヴラジオ ADV（風間祷子）
- 天使の日曜日（広野凪）
- MagusTale W-Pack（セシル＝アベセンティア）

2011年
- 君がいた季節 リメイク版（風間祷子）[2]

2012年
- 真剣で私に恋しなさい!S（クリスティアーネ・フリードリヒ）[3]

2013年
- 真剣で私に恋しなさい!A-1（クリスティアーネ・フリードリヒ）
- 真剣で私に恋しなさい!A-2（クリスティアーネ・フリードリヒ）

2014年
- 真剣で私に恋しなさい!A-3（クリスティアーネ・フリードリヒ）
- 真剣で私に恋しなさい!A-4（クリスティアーネ・フリードリヒ）
- はぴねす! えもーしょん（上条沙耶）

2015年
- D.C.II Dearest Marriage 〜ダ・カーポII〜 ディアレストマリッジ（高坂まゆき）

2016年
- 真剣で私に恋しなさい!A-5（クリスティアーネ・フリードリヒ）
- 真剣で私に恋しなさい!A パッケージ版（クリスティアーネ・フリードリヒ）
- カタハネ ―An' call Belle―（デュア・カールステッド）
- タユタマ2 -you're the only one-（如月美冬）

2017年
- タユタマ2 -After Stories-（如月美冬）
- みなとカーニバルFD（クリスティアーネ・フリードリヒ）
- D.C.III Dream Days ～ダ・カーポIII～ ドリームデイズ（朝倉 由姫）

2021年
- 我が姫君に栄冠を（エリン[4]）

2022年
- 夏ノ終熄（ミオ）

2025年
- アマカノ3（御所院 冬樺）

### 一般ゲーム
- MagusTale Eternity 〜世界樹と恋する魔法使い〜（2009年、セシル＝アベセンティア）
- トウィンクル クイーン（2010年、如月美冬）
- ニトロプラス ブラスターズ -ヒロインズ インフィニット デュエル-（2015年、イグニス）

### アダルトアニメ
- パンチラティーチャー（2004年、浅月明）
- 爆乳姉妹（2005年、ユリア）[注 1]

### ドラマCD
2005年
- プリンセスうぃっちぃず ドラマちっくＣＤ（メイヴィス）
- 「Gift〜ギフト〜」ドラマCD Vol.1 - 5（2005年 - 2006年、外薗綸花）

2006年
- ドラマCD「夜明け前より瑠璃色な〜Fairy tale of Luna〜」（リースリット・ノエル）
- ドラマCD いな☆こい!〜お稲荷さまとモテモテのかたり〜 団子ハンター伝説千尋（九条緋伊奈）
- ドラマCD いな☆こい!〜お稲荷さまとモロモロのかたり〜（九条緋伊奈）
- 女の子?（一条和美）

2007年
- ドラマCD いな☆こい! VS MagusTale〜モテモテの魔法?魔法使いだって恋したい!（九条緋伊奈）
- ドラマCD 姫さま凛々しく!（みさら）
- 君が主で執事が俺で 挿入歌コレクション（久遠寺森羅）※ドラマ部分
- 君が主で執事が俺で スペシャルドラマCD（久遠寺森羅）

2008年
- MagusTale Infinity Original Drama〜名探偵 優花事件録〜（セシル・アベセンティア）

2009年
- ドラマCD「夜明け前より瑠璃色な〜The other side of LUNA〜」（リースリット・ノエル）
- 真剣で私に恋しなさい!! C77特別版ドラマCD（クリスティアーネ・フリードリヒ）

## ディスコグラフィ

### キャラクターソング
| 発売日  | タイトル                                                       | 名義 | 楽曲                        | タイアップ                                          |
| 2007年  | 2007年                                                         | 2007年 | 2007年                      | 2007年                                              |
| ------- | -------------------------------------------------------------- | --- | --------------------------- | --------------------------------------------------- |
| 4月24日 | 君が主で執事が俺で CHARACTER SONG VOL.1 [森羅チーム] 森羅&朱子 | 久遠寺森羅（三咲里奈）                                                                                               | 「森羅万象」                | PCゲーム『君が主で執事が俺で』関連曲                |
| 2006年  |                                                                | |                             |                                                     |
| 8月10日 | あると Character Vocal CD「It's a lovely day」                 | 妹尾美貴（三咲里奈）                                                                                                 | 「ずっと先に……」            | PCゲーム『あると』関連曲                            |
| 2009年  |                                                                | |                             |                                                     |
| 7月24日 | 「タユタマ -Kiss on my Deity-」キャラソン+                     | 如月美冬（三咲里奈）                                                                                                 | 「Rainy Pain」              | PCゲーム『タユタマ -Kiss on my Deity-』関連曲       |
| 8月28日 | まじこいソングCD                                               | 川神百代（神代岬）、川神一子（青山ゆかり）、椎名京（海原エレナ）、黛由紀江（九条信乃）、クリスティアーネ（三咲里奈） | 「愛で斬るなら痛くな〜い!」 | PCゲーム『真剣で私に恋しなさい!』オープニングテーマ |